# 张以增
张以增（1927年—），男，江苏无锡人，中国金属材料及热处理专家，曾任华中工学院教授、博士生导师。